# El Llano, San Felipe Orizatlán
El Llano är en ort i Mexiko.   Den ligger i kommunen San Felipe Orizatlán och delstaten Hidalgo, i den sydöstra delen av landet, 200 km norr om huvudstaden Mexico City. El Llano ligger 182 meter över havet och antalet invånare är 196.
Terrängen runt El Llano är kuperad åt sydväst, men åt nordost är den platt. Runt El Llano är det ganska tätbefolkat, med 248 invånare per kvadratkilometer. Närmaste större samhälle är Huejutla de Reyes, 18,6 km öster om El Llano. Omgivningarna runt El Llano är en mosaik av jordbruksmark och naturlig växtlighet.